# 乌伊赖格
乌伊赖格，是匈牙利托尔瑙州所辖的一个村，总面积10.90平方公里，总人口302，人口密度27.7人/平方公里（2010年1月1日）。